# Gravidez cervical

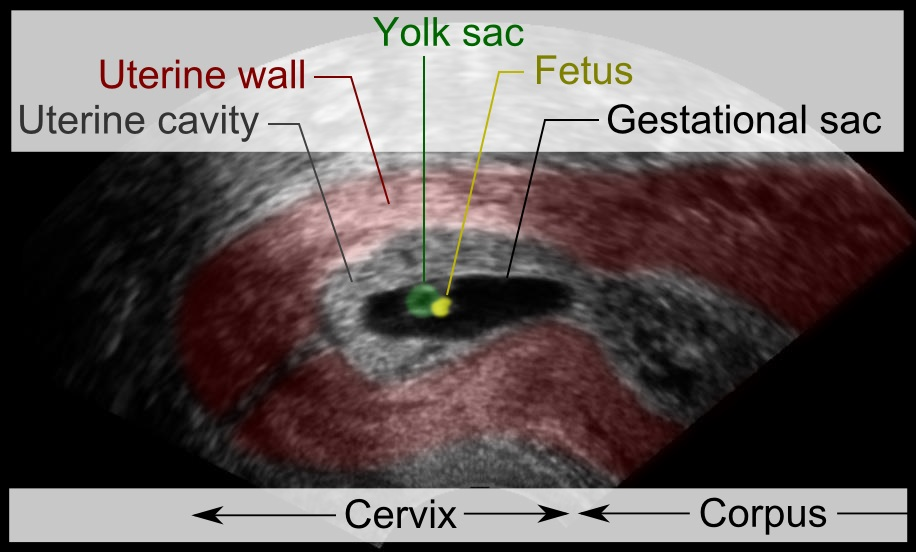

A gravidez cervical é uma gravidez ectópica que se implantou no endocérvice uterino. Esse tipo de gravidez geralmente aborta dentro do primeiro trimestre; no entanto, se estiver implantada mais próxima da cavidade uterina – a chamada gravidez cérvico-istmo – pode prosseguir por mais tempo. A remoção da placenta em uma gravidez cervical pode resultar em hemorragia grave.

## Diagnóstico
O diagnóstico é feito em gestantes assintomáticas, seja pela inspeção que mostra um colo uterino azulado, seja, mais comumente, por ultrassonografia obstétrica. Um sintoma inespecífico típico é o sangramento vaginal durante a gravidez. O ultrassom mostrará a localização do saco gestacional no colo, enquanto a cavidade uterina permanece “vazia”. A gravidez cervical pode ser confundida com um aborto espontâneo quando o tecido da gravidez passa pelo colo.
Histologicamente, o diagnóstico foi estabelecido pelos critérios de Rubin no material cirúrgico: glândulas cervicais estão opostas ao tecido trofoblástico, a fixação trofoblástica está abaixo da entrada dos vasos uterinos no útero ou da reflexão peritoneal anterior, e elementos fetais estão ausentes no corpo uterino. Como hoje muitas gestações são diagnosticadas precocemente e nenhuma histerectomia é realizada, os critérios de Rubin muitas vezes não podem ser aplicados.

## Manejo
Gravidezes cervicais verdadeiras tendem a abortar; no entanto, se a gravidez estiver localizada mais acima no canal e a placenta encontrar suporte na cavidade uterina, pode ultrapassar o primeiro trimestre. Como a placenta está implantada de forma anormal, pode-se esperar sangramento vaginal intenso no momento do parto e da remoção placentária. Enquanto gravidezes cervicais precoces podem abortar espontaneamente ou ser manejadas com excisão, curetagem, sutura, eletrocautério e tamponamento, com medicação como metotrexato, e/ou por embolização da artéria uterina, uma gravidez mais avançada pode exigir uma histerectomia para controlar o sangramento. Quanto mais avançada a gravidez, maior o risco de hemorragia grave que exige histerectomia.
Em ocasiões muito raras, uma gravidez cervical resulta no nascimento de um bebê vivo; tipicamente, a gravidez está na parte superior do canal cervical e consegue se estender até a parte inferior da cavidade uterina.
Uma gravidez cervical pode se desenvolver junto com uma gravidez intrauterina normal; tal gravidez heterotópica exigirá manejo especializado para não colocar em risco a gestação intrauterina.

## Epidemiologia
A incidência relatada varia entre 1:1.000 e 1:16.000 gestações.
Gravidezes envolvendo o istmo – o segmento do útero entre o colo e o fundo – são mais comuns que as gravidezes cervicais verdadeiras. Embora em muitas situações a causa da implantação anormal permaneça incerta, há evidências que ligam o desenvolvimento da gravidez cervical a instrumentações uterinas, especificamente curetagens repetidas (dilatação e curetagem). Gravidezes cervicais devem ser diferenciadas daquelas que se iniciam a partir de uma implantação em cicatriz de uma cesariana anterior, as chamadas gravidezes em cicatriz.